# Ернани (опера)
Ернани (Ernani), опера, drama lirico у четири чина Ђузепеа Вердија

## Либрето
Франческо Марија Пјаве (Francesco Maria Piave) према драми Ернани (Hernani) Виктора Игоа (Victor Hugo).

## Праизведба
9. март 1844, Венеција у Teatro la Fenice.

## Ликови и улоге
Ернани (Ernani), разбојник - тенор

Дон Карло V (Don Carlo V), краљ Шпаније - баритон

Дон Руј Гомез де Силва (Don Ruy Gomez de Silva), шпански великаш - бас

Елвира (Elvira), његова рођака и вереница - сопран

Ђована (Giovanna), њена пратиља - сопран

Дон Рикардо (Don Riccardo), краљев пратилац - тенор

Јаго (Iago), Силвин пратилац - бас
разбојници и побуњеници у планинама, витезови и чланови Силвиног домаћинства, Елвирине слушкиње, краљеви витезови, шпанско и немачко племство, пажеви, немачки војници (хор)

## Место и време
Пиринеји, Е-ла-Шапел, данас Ахен у Немачкој (Aix-la-Chapelle - Aachen) и Сарагоса, 1519. године.

### I чин - „Разбојник“
Ернани и његови пратиоци планирају да отму Елвиру из замка де Силве, који жели да је присили на брак. Али, Дон Карлос, краљ Шпаније, такође воли Елвиру. Он нуди богатство Елвири, али она га одбија. Одлучује да је отме, но, сукобљава се са Ернанијем. Силва жели да се освети обојици, али Карлос у том тренутку открива свој идентитет. Сви су затечени, а Ернани уз Елвирину помоћ успева да побегне.

### II чин - „Гост“
За Ернанија се сматра да је мртав и Елвира се удаје за Силву. Али, Ернани, успева да дође на венчање маскиран у ходочасника и Силва га прима у дом. Када Дон Карлос стигне, пратећи разбојников траг, и тражи да се Ернани изручи, Силва одбија. Карлос отима Елвиру. Силва и Ернани се споразумевају да је избаве, али под једним условом: заузврат Силвиног гостопримства, Ернани мора умрети када Силва то одлучи.

### III чин - „Опрост“
Дон Карлос одлази у горобницу његових предака у Е-ла-Шапелу да сачека резултат избора новог цара Светог римског царства. Уротиници, Силва и Ернани међу њима, се такође тамо састају да одаберу ко ће убити краља. Избор пада на Ернанија. Три пуцња из топа објављују вест да је Дон Карлос изабран за Светог Римског Цара. Он је чуо договор уротника и наређује да се казне, али Елвира успева да од сада већ цара изнуди опрост тиме што обећава да ће се за њега удати.

### IV чин - „Маска“
Црна маска баца сенку на целу прославу венчања Карлоса и Елвире. На саму ноћ венчања, Силва захтева Ернанијеву смрт. Све молбе су залудне. Ернани се убија, а Елвира пада у несвест.

## Познате музичке нумере
- Come rugiada al cespite (Ернанијева арија из I чина)
- Ernani, Ernani involami (Елвирина арија из I чина)
- Infelice, e tuo credevi (Силвина арија из I чина)
- Lo vedremo, o veglio audace (Дует Силве и Карла из II чина)
- O de' verd'anni miei (Дон Карлова арија из III чина)
- Si ridesti il leon di Castiglia (хор Завереника из III чина)